# Colletia hystrix
Colletia hystrix är en brakvedsväxtart som beskrevs av Dominique Clos. Colletia hystrix ingår i släktet Colletia och familjen brakvedsväxter. Inga underarter finns listade i Catalogue of Life.

## Bildgalleri

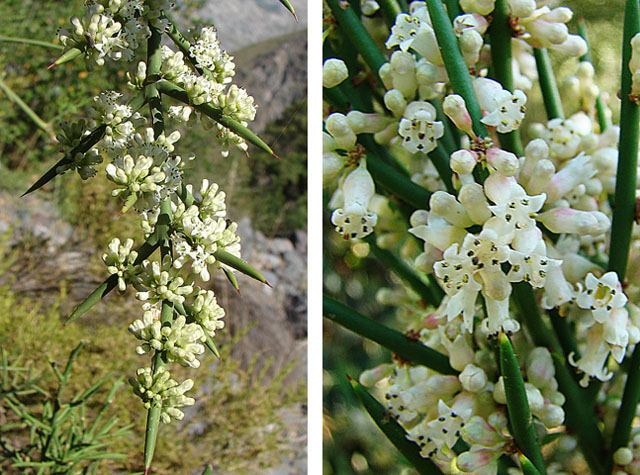